# Lemar (canal de televisión)
Lemar (pastún: لمر, que significa "sol" en pastún) es un canal de televisión con sede en Kabul, Afganistán, que fue fundada en 2006. Es propiedad de MOBY Group. El canal transmite noticias, programas y programas de entretenimiento en el idioma pastún. Sus canales hermanos son TOLO TV y TOLOnews.
Lemar TV es uno de los canales pashto más populares y el cuarto canal más popular de Afganistán. El canal se lanzó el 15 de agosto de 2006 y se ha hecho un lugar en la mente y el corazón de sus televidentes en un tiempo récord. Todo el contenido se produce localmente o se adquiere globalmente y se transmite en pashto. Es una mezcla de entretenimiento, noticias y temas de actualidad que son ampliamente respetados por su tenor apolítico y su resonancia con las audiencias de habla pastún.

## Programas
Lemar TV reproduce series en hindi dobladas en pastún como Laagi Tujhse Lagan. Este canal es el segundo canal pashto más visto en Afganistán, después de Shamshad TV, que es el principal canal de transmisión pashto junto con Khyber TV.

### Ruta alimentaria
Food Path fue un famoso programa gastronómico en Afganistán que se transmitía todos los viernes en Lemar TV. El programa tuvo dos presentadores, Kiran Khan de Pakistán y Najeeba Faiz de Afganistán.

### Lemar Makham
Es un programa social y de entretenimiento que se transmite por Lemar TV.

### Tawdi Khabari
Es un programa de actualidad que se transmite por Tolonews y Lemar TV.

### Kaglechoona
Kaglechoona fue un programa de actualidad presentado por Mujeeb Muneeb y producido por Merwais Hamidi. Kaglechoona se emitía todos los martes en Lemar TV y todos los sábados en TOLOnews.

### Cricket
El cricket se está volviendo muy popular en Afganistán. El ICC Twenty20 Mundial 2010 se demostró por primera vez en Afganistán en los idiomas locales de pastún y persa. Este sería también abrir sus puertas para mostrar otras Cricket torneos como Copa Mundial de Cricket, ICC Champions Trophy, Primera Liga India, Pakistán Superliga, Bangladesh Premier League, etc. en el futuro.